# Songrium
Songrium（ソングリウム）とは、国立研究開発法人 産業技術総合研究所（AIST:産総研）で開発された、インターネット上にある音楽コンテンツと音楽関連コンテンツの関係性を可視化するWebサービスである。

## 概要
YouTubeなどの動画共有サービスの広がりにより、様々なクリエイターによる楽曲が知れ渡るようになった。その内の一つはニコニコ動画であり、初音ミクなどのVOCALOID楽曲を発端として、「歌ってみた」や「演奏してみた」、「踊ってみた」といったジャンルの動画が生まれた。しかし、これまで様々な音楽配信サービスや動画共有サービスでは、これらのコンテンツの関係性についてあまり注目されることもなく、ユーザーによる音楽情報の検索や「おすすめ」の動画を推薦する各サービスの機能においても、深く扱うこともなかった。これを受けて、ユーザーの新しい音楽コンテンツとの出会いを促すべく、産業技術総合研究所ではニコニコ動画上の動画コンテンツを対象としてこれらの関係性を可視化するサービスの研究、開発を行うようになった。
そうして開発された「Songrium」は、β版として2012年8月に研究者へ向けて公開され、2013年8月には一般にも公開された。なお、産総研では2012年に音楽の楽曲構造を可視化する「Songle」（ソングル）も開発している。

## 超歴史プレーヤ
2014年には株式会社ドワンゴが主催するニコニコ動画のイベント「ニコニコ超会議3」でも同サービスを利用した「超歴史プレーヤ」が展示され、同年ウェブ版でも公開された。以後、毎年12月にニコニコ動画で流行した動画をまとめて制作、公開され、一年ごとに順次更新されている、例年、「Songrium超歴史プレーヤ ～年特別版」という名称であるが、2016年には「超歴史プレーヤ ニコニコ動画10周年記念版」の名で公開された。「超歴史プレーヤ」は年月に絞った検索も可能で、特定の時期の視聴回数が多い動画を調べることができる。また、YouTubeにある洋楽の動画で構成されるものやニコニコ動画の初音ミクの楽曲の動画を集めたものも存在する。ニコニコ動画のカテゴリの「超歴史プレーヤ」では特定カテゴリでの絞り込みも可能。